# اوجابن
اوجابن، روستایی است از توابع بخش مرکزی شهرستان گرگان در استان گلستان ایران.اوجابن از شرق به روستای کریم اباد و از شمال غربی به روستای قلعه محمود و شیر علی اباد و از جنوب به روستای زنگیان یا زنگی محله ختم میشود.فاصله‌ی روستا تو کمربندی ۳ کیلومتر و تا مرکز شهر گرگان(فلکه شهرداری) هفت کیلومتر میباشد. زبان مردم روستای اوجابن زبان مازندرانی یا طبری می‌باشد.

## جمعیت
این روستا در دهستان انجیرآب قرار داشته و براساس سرشماری سال ۱۳۸۵جمعیت آن ۷۶۹ نفر (۱۸۶ خانوار) بوده‌است.